# William Halperin
William Paul Halperin  (* 16. Juli 1945 in Ottawa) ist ein kanadisch-US-amerikanischer experimenteller Tieftemperaturphysiker.
Halperin studierte an der Queen’s University (Kingston) mit dem Bachelor-Abschluss 1967 und an der University of Toronto mit dem Master-Abschluss 1968. Er wurde 1975 an der Cornell University in Physik promoviert. 1975 wurde er Assistant Professor und 1986 Professor an der Northwestern University und war ab 2001 John Evans Professor. 1990 bis 1995 stand er der Fakultät für Physik und Astronomie vor. Er war auch am Argonne National Laboratory.
Er befasst sich mit supraflüssigem Helium 3, Supraleitung, NMR-Spektroskopie von Hochtemperatursupraleitern (unter anderem bei sehr hohen Magnetfeldern im National High Magnetic Field Laboratory in Tallahassee) und Flüssigkeitstransport in porösen Medien.
2017 erhielt er mit seinem Theoretiker-Kollegen James Sauls von der Northwestern University (mit dem er viel zusammenarbeitet) und Jeevak Parpia von der Cornell University den Fritz London Memorial Prize für die Untersuchung von Unordnung bei supraflüssigem Helium 3 und die dadurch ermöglichten Einblicke in dessen komplexes Symmetriebruchverhalten.
Er ist US-amerikanischer Staatsbürger. Halpern ist Fellow der American Physical Society. 1977 war er Sloan Research Fellow und er war Yamada Science Foundation Fellow. Er ist Herausgeber von Progress in Low-Temperature Physics.

## Schriften (Auswahl)
- J.I.A. Li, A.M. Zimmerman, J. Pollanen, C.A. Collett, W.J. Gannon, W.P. Halperin: Stability of superfluid 3He-B in compressed aerogel, Phys. Rev. Lett., Band 112, 2014, S. 115303
- J.I.A. Li, J. Pollanen, A.M. Zimmerman, C.A. Collett, W.J. Gannon, W.P. Halperin: The Superfluid Glass Phase of 3He-A, Nature Physics, Band 9, 2013, S. 775–779
- J.I.A. Li, C.A. Collett, W.J. Gannon, W.P. Halperin, J.A. Sauls: New chiral phases of superfluid 3He stabilized by anisotropic silica aerogel, J. Pollanen, Nature Physics, Band 8, 2012, S. 317–320
- J .I. A. Li, J. Pollanen, A.M. Zimmerman, C.A. Collett, W.J. Gannon, W.P. Halperin: The Superfluid Glass Phase of 3He-A, Nature Physics, Band 9, 2013, S. 775–779
- A.M. Mounce, S. Oh, S. Mukhopadhyay, W.P. Halperin, A.P. Reyes, P.L. Kuhns, K. Fujita, M. Ishikado, S. Uchida: Spin-density wave near the vortex cores in the high-temperature superconductor Bi2Sr2CaCu2O8+δ, Phys. Rev. Lett., Band 106, 2011, S. 057003
- A.M. Mounce, S. Oh, S. Mukhopadhyay, W.P. Halperin, A.P. Reyes, P.L. Kuhns, K. Fujita, M. Ishikado, S. Uchida: Charge Induced Vortex Lattice Instability, Nature Physics, Band 7, 2011, S. 125.
- J.D. Strand, D.J. Bahr, D.J. Van Harlingen, J.P. Davis, W.J. Gannon, W.P. Halperin: The Transition Between Real and Complex Superconducting Order Parameter Phases in UPt3, Science, Band 328, 2010, S. 1368
- J.D. Strand, D.J. Van Harlingen, J.B. Kycia, W.P. Halperin: Evidence for Complex Superconducting Order Parameter Symmetry in the Low Temperature Phase of UPt3 from Josephson Interferometry, Phys. Rev. Lett., Band 103, 2009, S. 197002
- J.P. Davis, J. Pollanen, H. Choi, J.A. Sauls, W.P. Halperin: Discovery of a New Excited Pair State in Superfluid 3He, Nature Physics, Band 4, 2008, S. 571–575
- mit Bo Chen u. a.: Two-dimensional vortices in superconductors, Nature Physics, Band 3, 2007, S. 239
- V. F. Mitrovic, E. E. Sigmund, M. Eschrig, H. N. Bachman, W.P. Halperin, A.P. Reyes, P. Kuhns, W.G. Moulton: Spatially Resolved Electronic Structure Inside and Outside the Vortex Core of a High Temperature Superconductor, Nature, Band 413, 2001, S. 501
- Y.Lee, T. Haard, W. P. Halperin, J.A. Sauls: Discovery of the Acoustic Faraday Effect in Superfluid 3He-B, Nature, Band 400, 1999, S. 431
- Halperin, Sauls, He3 in Aerogel, Arxiv 2004